# EuroMillions

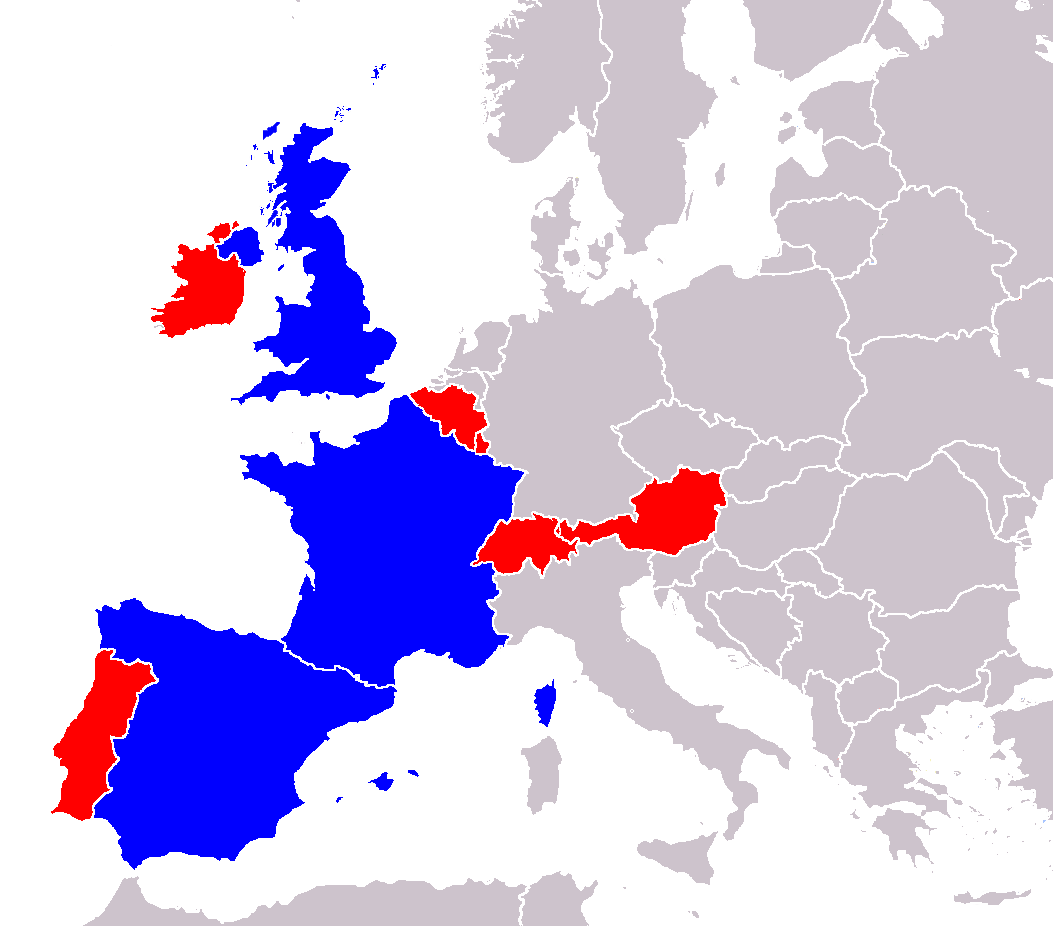
Oorspronkelijke landen (februari 2004)
Landen toegetreden (oktober 2004)

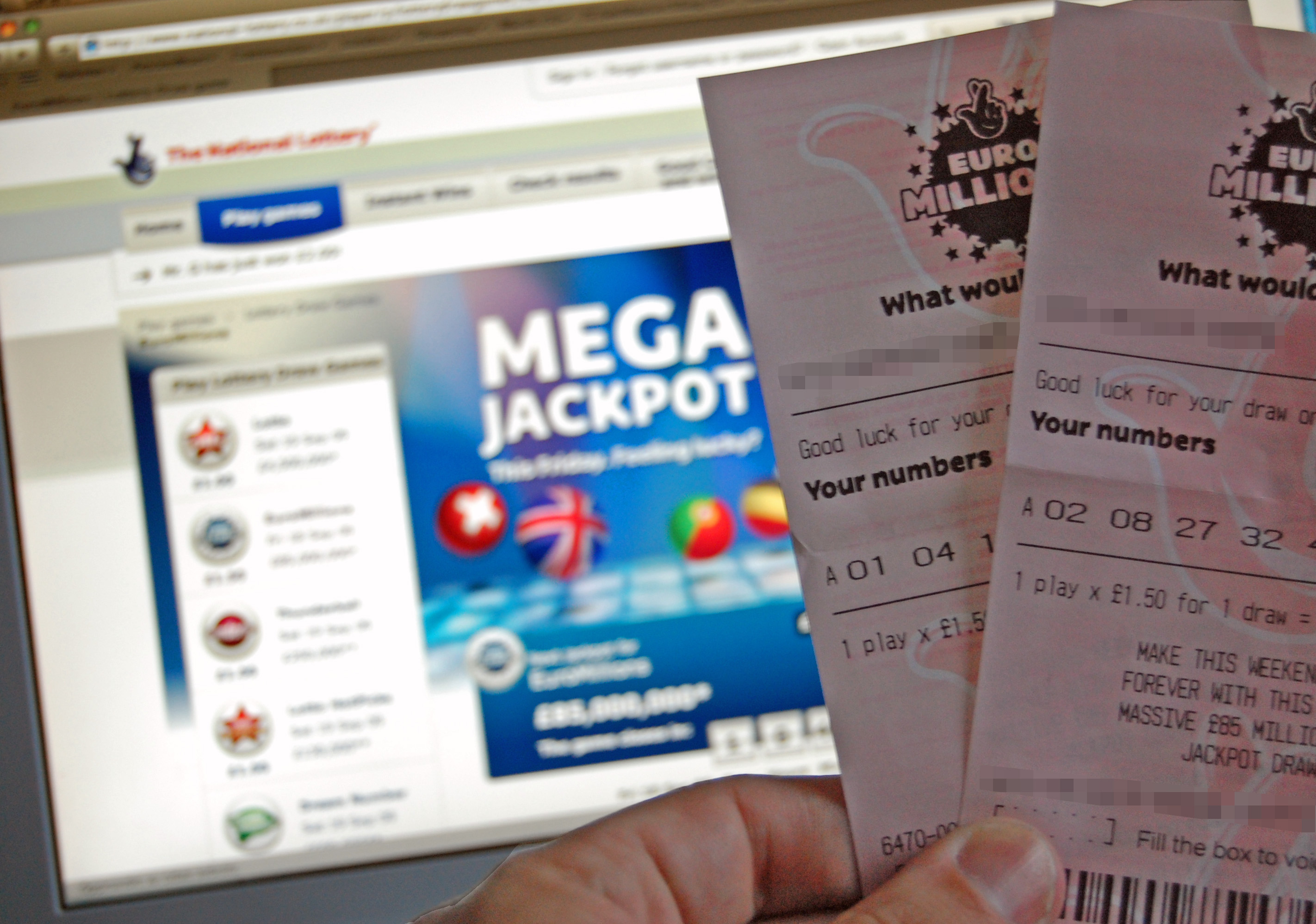
Loten van EuroMillions

EuroMillions is een Europese lottotrekking in samenwerking met verschillende nationale loterijen, waaronder de Nationale Loterij van België.

## Ontstaan
De eerste EuroMillions-trekking vond plaats op 13 februari 2004. Drie loterijen deden toen mee, namelijk die van Frankrijk, Spanje en het Verenigd Koninkrijk. Op 8 oktober 2004 werd de groep deelnemende landen uitgebreid met België, Ierland, Luxemburg, Oostenrijk, Portugal en Zwitserland (inclusief Liechtenstein). Vanaf dan namen er dus negen loterijen of twaalf landen (deelname Monaco via Franse loterij en deelname Andorra via Spaanse loterij) deel aan EuroMillions.
De loterij wil de grootste worden van Europa, naar het voorbeeld van de loterijen in de Verenigde Staten (Powerball, Mega Millions). Als motto heeft EuroMillions "Word schandalig rijk".

## Het spel
Vooraf: door de jaren heen werd een aantal kleine wijzigingen doorgevoerd, voornamelijk op het vlak van het toegekende percentage omzet per rang. Een grondiger wijziging deed zich voor vanaf 10 mei 2011. Voortaan worden ook op dinsdag trekkingen georganiseerd. De matrix wordt gewijzigd (van 9 naar 11 sterren), de formule is aangepast en een dertiende rang is toegevoegd (2 nummers correct).
Vanaf 24 september 2016 wordt de loterij aangepast. De matrix wordt gewijzigd (van 11 naar 12 sterren), de deelnameprijs per voorspelling wordt gewijzigd (van 2 naar 2,50 euro: 2,20 euro voor de Lottotrekking en 0,30 euro voor de bijkomende loterij) en de formule wordt aangepast. Geheel nieuw is dat elk land een deel van de omzet behoudt voor het organiseren van een eigen bijkomende loterij. België noemt deze loterij "My Bonus". Bij de "My Bonus" trekkingen worden er wekelijks 600 winnaars van 500 euro getrokken en meerdere keren per jaar worden er duizenden winnaars getrokken van 10 euro. Op Europees niveau komen er enkele keren per jaar speciale miljonairs trekkingen waarbij 25 miljonairs worden getrokken. Daarbij is er gegarandeerd telkens een Belgische winnaar met 1 miljoen euro. Er is een fundamenteel verschil tussen de Lottotrekking en de trekking voor de bijkomende loterij. Bij de Lottotrekking wordt het winnende lot getrokken uit alle theoretisch mogelijke loten (139.838.160). Dikwijls is het winnende lot niet verkocht en kan de jackpot niet worden uitgekeerd. De jackpot wordt dan een "rollover" en wordt dan eventueel uitgekeerd bij de volgende trekking. Bij de trekking voor de bijkomende loterij worden meerdere prijzen getrokken enkel en alleen uit de verkochte loten. Alle prijzen worden dus toegekend. De kans bij de Lottotrekking is gekend (zie tabel). De kans bij de bijkomende trekking is onzeker, deze hangt af van het aantal verkochte loten.
EuroMillions is een "double-pool" loterij. Dit betekent dat het winnende lot (5 nummers + 2 sterren) zal bepaald worden aan de hand van twee afzonderlijke trekkingen. Er is eerst een trekking van nummers, gevolgd door een trekking van sterren. Spelers moeten voor de trekking vijf nummers kiezen uit een reeks van 50 en 2 nummers ("sterren") uit een reeks van 12; dit is de matrix (vanaf 24 september 2016). Er zijn ook meervoudige formulieren, waar spelers meer nummers en/of sterren kunnen aankruisen om zo de winstkans te vergroten. De inzet vergroot dan wel in evenredige mate. De deelnameprijs is steeds 2,50 euro per combinatie (lottotrekking + bijkomende trekking; vanaf 24 september 2016). Van deze 2,50 euro inleg wordt uiteindelijk 1,25 euro verdeeld onder de winnaars.
Op dinsdag- en vrijdagavond vindt in de studio's van La Française des Jeux in Parijs de trekking plaats waarbij vijf balletjes uit een trommel met 50 genummerde balletjes worden getrokken, en aansluitend twee balletjes uit een trommel met twaalf voor de sterren (vanaf 24 september 2016). Deze trekking wordt later op de avond in alle deelnemende landen op televisie getoond.
Wanneer een speler ten minste twee van de vijf nummers van het winnende lot correct heeft voorspeld, heeft hij gewonnen. Het gewonnen bedrag is afhankelijk van het aantal correcte nummers en sterren: zie de dertien verschillende winstrangen (tabel). De prijs per winnaar wordt bepaald door het toegekend kapitaal per rang (formule) te delen door het aantal winnaars voor de desbetreffende rang.
Een paar maal per jaar wordt een speciale trekking gehouden. Bij deze trekking wordt de jackpot verhoogd tot een uitzonderlijk hoog bedrag (100 of 130 miljoen euro; zie tabel uitgekeerde jackpotten).

## Winsten
De jackpot die verbonden is aan rang 1 (5 juiste nummers + 2 juiste sterren) is minimaal 17 miljoen euro (vanaf 24 september 2016). Wanneer niemand de juiste combinatie heeft aangeduid, gaat deze jackpot over naar de volgende trekking en groeit het bedrag opnieuw aan met een deel van de inzetten. Zo kon het kapitaal voor rang 1 ("jackpot") zeer hoog worden indien er enkele weken na elkaar geen hoofdwinnaar was.
Wijziging maart 2009
Roll-downmechanisme, van het kapitaal rang 1 bij de elfde nultrekking in rang 1, wordt vervangen door het “Flow down” cascadesysteem.
Doel: het plafonneren van het globale in rang 1 te verdelen kapitaal ("jackpot"). Wanneer een trekking in rang 1 geniet van een te verdelen kapitaal dat hoger is dan het plafond; dit werd vastgelegd door de deelnemende loterijen en bedraagt 190 miljoen euro; wordt enkel het geplafonneerd kapitaal in gelijke delen verdeeld over de winnaars in rang 1 van deze trekking. Het bedrag dat het plafond overschrijdt wordt overgedragen naar rang 2 van deze trekking; de “Flow down”. Is er geen winnaar in rang 1 voor deze trekking wordt zoals gebruikelijk de jackpot, van 190 miljoen euro, overgedragen naar de volgende trekking; de "Rollover".
Is er bij deze trekking weer geen winnaar in rang 1, dan wordt het geplafonneerd kapitaal (190 miljoen euro) + 16% van de omzet, geheel overgedragen naar rang 2; de "roll down". Daardoor wordt alsnog een limiet gesteld aan de duur van een cyclus (een beperking van het aantal trekkingen zonder winnaars in rang 1).
Wijziging september 2016
De wijziging van maart 2009 blijft van kracht, doch deze wordt uitgebreid. Het maximaal aantal van twee opeenvolgende trekkingen van 190 miljoen euro worden er nu vijf. Dus er kunnen maximaal 5 opeenvolgende trekkingen plaatsvinden van 190 miljoen euro. Bij de vijfde trekking van 190 miljoen euro, waarbij er geen winnaar is in rang 1, wordt de gehele jackpot overgedragen naar rang 2 (of onderliggende rang als er geen winnaar is in rang 2).
Kan er dan nooit een winnaar zijn met meer dan 190 miljoen euro? Jawel: stel dat de jackpot van 190 miljoen euro wordt uitgekeerd in rang 2 (Roll Down) en er is slecht 1 winnaar in rang 2. Dan zal de winnaar ruim 210 miljoen euro ontvangen. Er was een omzet van 130 miljoen euro. De winnaar heeft recht op 15,475% van de omzet plus de jackpot van 190 miljoen euro. Dit is echter louter theoretisch daar de kans groot is dat er meerdere winnaars zullen zijn in rang 2.
Wijziging februari 2020
Het maximumbedrag van de jackpot wordt opgetrokken van 190 tot 200 miljoen euro. Als de jackpot van 200 miljoen euro een eerste keer is gewonnen, zal de maximale jackpot voor de volgende cyclus 210 miljoen euro bedragen. En dan bij de volgende cycli 220, 230, 240, 250 miljoen euro. De maximale jackpot van een cyclus wordt dus verhoogd met een vast bedrag nl. 10 miljoen euro. De jackpot kan oplopen tot 250 miljoen euro, het absoluut maximum. De formule voor het berekenen van de prijzen wordt aangepast.
of ook:
Indien vijf opeenvolgende trekkingen met een geplafonneerd bedrag in rang 1 niet minstens één winnaar in rang 1 aanwijzen, wordt het geplafonneerd bedrag van die vijfde trekking overgedragen naar de onmiddellijk lagere rang van diezelfde trekking met minstens één winnaar, en dit volgens het zogeheten "Rolldown" systeem.
Telkens wanneer het geplafonneerd bedrag wordt bereikt, wordt dit geplafonneerd bedrag voor de volgende cyclus verhoogd met 10 miljoen euro. Het geplafonneerd bedrag zal niet meer stijgen wanneer het maximumbedrag van 250 miljoen euro is bereikt. Het voor een cyclus vastgelegde, geplafonneerde bedrag blijft onveranderd gedurende de volledige duur ervan.

## Winstkansen en prijzen
Vanaf 4 februari 2020:
Vooraf: de rangen worden in de tabel gerangschikt volgens de kans van het winnen van een prijs. Op zich speelt deze rangorde (plaats in lijst) geen rol voor het bepalen van de prijs per rang. Echter, de rang en dus de te behalen prijs wordt ondubbelzinnig bepaald door het correcte aantal nummers en sterren.
Stel een volmaakte trekking; m.a.w. een trekking waarbij alle mogelijke unieke combinaties worden ingediend. Aantal mogelijke unieke combinaties van "5 nummers + 2 sterren" uit 50 nummers & 12 sterren: 139.838.160 combinaties.
| Nummers + Sterren (Rang) | Mogelijke combinaties uit "5N + 2S" (1) | Kans (2)         | Waarschijnlijkheid van winst in % (3) | % kapitaal van omzet (4) | Te verwachten prijs in euro (5) |
| ------------------------ | --------------------------------------- | ---------------- | ------------------------------------- | ------------------------ | ------------------------------- |
| 2N + 0S (R13)            | 6.385.500                               | 1 op 22          | 4,57                                  | 8,295                    | 4                               |
| 2N + 1S (R12)            | 2.838.000                               | 1 op 49          | 2,03                                  | 5,15                     | 6                               |
| 1N + 2S (R11)            | 744.975                                 | 1 op 188         | 0,53                                  | 1,635                    | 7                               |
| 3N + 0S (R10)            | 445.500                                 | 1 op 314         | 0,32                                  | 1,35                     | 9                               |
| 3N + 1S (R9)             | 198.000                                 | 1 op 706         | 0,14                                  | 0,725                    | 11                              |
| 2N + 2S (R8)             | 141.900                                 | 1 op 985         | 0,10                                  | 0,65                     | 14                              |
| 4N + 0S (R7)             | 10.125                                  | 1 op 13.811      | 0,0072                                | 0,13                     | 39                              |
| 3N + 2S (R6)             | 9.900                                   | 1 op 14.125      | 0,0071                                | 0,185                    | 57                              |
| 4N + 1S (R5)             | 4.500                                   | 1 op 31.075      | 0,0032                                | 0,175                    | 120                             |
| 4N + 2S (R4)             | 225                                     | 1 op 621.503     | 0,00016                               | 0,095                    | 1.299                           |
| 5N + 0S (R3)             | 45                                      | 1 op 3.107.515   | 0,000032                              | 0,305                    | 20.851                          |
| 5N + 1S (R2)             | 20                                      | 1 op 6.991.908   | 0,000014                              | 1,305                    | 200.738                         |
| 5N + 2S (R1)             | 1                                       | 1 op 139.838.160 | 0,00000072                            | 25 of 21 (6)             | jackpot!                        |
| Booster fund             |                                         |                  |                                       | 5 of 9 (6)               |                                 |
| Globaal                  | 10.778.691                              | 1 op 13          | 7,71                                  | 50                       | 14                              |

(1) of aantal winnende combinaties bij een volmaakte trekking.

(2) per combinatie.

(3) per combinatie of procentueel aantal winnende combinaties.

(4) nieuwe formule vanaf 04-02-2020.

(5) berekening van de theoretische prijs per combinatie = omzet Lottotrekking (139.838.160 combinaties X 2,20 euro) X % kapitaal / mogelijke combinaties.

(6) trekking 1 tot en met trekking 5 in de cyclus: 25% & 5%, vanaf trekking 6 in de cyclus: 21% & 9%. Deze laatste percentages gelden ook voor de trekkingen die volgen na een speciale trekking; een trekking waarbij de jackpot werd verhoogd tot een uitzonderlijk hoog bedrag.

Voor de effectieve gemiddelde prijs per winnaar: zie tabel gemiddelde trekking.
Kansberekening aan de hand van de combinatieleer:

Uit een set van 50 nummers en een set van 12 sterren kunnen we 139.838.160 verschillende combinaties van "5 nummers + 2 sterren" bepalen.

Uit deze 139.838.160 combinaties wordt 1 winnende combinatie getrokken (5N+2S).

We hebben dus 1 kans op 139.838.160 per combinatie (5N+2S) in rang 1.

Nemen we nu als voorbeeld rang 12:

Uit een combinatie van "5 nummers + 2 sterren" kunnen we 2.838.000 verschillende combinaties van "2 nummers + 1 ster" bepalen. De kans op winst is dus 2.838.000 op 139.838.160 per combinatie (5N+2S). De kans op winst is dus 139.838.160 gedeeld door 2.838.000 of 1 kans op 49,27 per combinatie (5N+2S). 1 gedeeld door 49,27 = 0,0203 of 2,03% kans per combinatie (5N+2S) in rang 12; of 2,03% winnende combinaties in rang 12.
Zoals blijkt uit bovenstaande tabel werd ervoor gekozen aan 13 rangen, goed voor ruim 10,7 miljoen combinaties, een prijs toe te kennen (7,71% winnaars). De rest van de 139.838.160 combinaties krijgen geen prijs (92,29% verliezers). Theoretisch zijn er 18 rangen, de 5 ontbrekende rangen vind je in de onderstaande tabel. Merk op dat voor de rang “0N + 2S” geen prijs wordt toegekend. Deze rang valt qua kans op winst nochtans tussen rang 11 en rang 12.
| Nummers + Sterren | Mogelijke combinaties uit "5N + 2S" (1) | Kans (2)   | Waarschijnlijkheid van winst in % (3) |
| ----------------- | --------------------------------------- | ---------- | ------------------------------------- |
| 0N + 0S           | 54.979.155                              | 1 op 2,5   | 39,32                                 |
| 1N + 0S           | 33.523.875                              | 1 op 4,2   | 23,97                                 |
| 0N + 1S           | 24.435.180                              | 1 op 5,7   | 17,47                                 |
| 1N + 1S           | 14.899.500                              | 1 op 9,4   | 10,65                                 |
| 0N + 2S           | 1.221.759                               | 1 op 114,5 | 0,87                                  |
| Globaal           | 129.059.469                             | 1 op 1,1   | 92,29                                 |

## Hoogste prijzen
De recordjackpot van 250 miljoen euro werd drie maal gewonnen: op 28 maart 2025 door een speler uit Oostenrijk, op 17 juni 2025 door een speler uit Ierland en op 19 augustus 2025 door een speler uit Frankrijk. De hoogste prijs in pond is £195.707.000, een winnaar op 19 juli 2022.
Op 7 oktober 2005 won voor het eerst een Belg in rang 1 en werd daarmee 7,5 miljoen euro rijker.
Op 11 oktober 2016 won een Belg 168.085.323 euro. Het is het hoogste bedrag ooit gewonnen in België. De tweede hoogste prijs voor een Belg is 153.873.716 euro, gewonnen op 2 juni 2017. De recentste Belgische jackpotwinnaar won op 28 februari 2025 52,4 miljoen euro.
De jackpot werd 437 keer uitgekeerd  (waaronder vier keer in rang 2). Dit is goed voor 588 jackpotwinnaars. Deze tickets werden verkocht in de volgende landen: 132 in het Verenigd Koninkrijk, 132 in Frankrijk, 122 in Spanje, 86 in Portugal, 45 in België, 26 in Zwitserland, 21 in Oostenrijk, 20 in Ierland en 4 in Luxemburg.(stand op 20-08-2025)
| Land                | Jackpotwinnaars | Recentste jackpotwinnaar datum | Prijs in euro | Topprijs in euro |
| ------------------- | --------------- | ------------------------------ | ------------- | ---------------- |
| België              | 45              | 28-02-2025                     | 52.448.674    | 168.085.323      |
| Frankrijk           | 132             | 19-08-2025                     | 250.000.000   | 250.000.000      |
| Ierland             | 20              | 17-06-2025                     | 250.000.000   | 250.000.000      |
| Luxemburg           | 4               | 28-11-2023                     | 83.068.817    | 83.068.817       |
| Oostenrijk          | 21              | 28-03-2025                     | 250.000.000   | 250.000.000      |
| Portugal            | 86              | 19-07-2024                     | 26.181.999    | 213.887.390      |
| Spanje              | 122             | 27-12-2024                     | 41.205.363    | 190.000.000      |
| Verenigd Koninkrijk | 132             | 14-02-2025                     | 78.450.739    | 230.000.000      |
| Zwitserland         | 26              | 05-05-2023                     | 53.041.075    | 210.000.000      |

Topprijzen (stand op 20-08-2025)
| Rangnr. | Datum      | Prijs in euro | Land                |
| ------- | ---------- | ------------- | ------------------- |
| 1       | 19-08-2025 | 250.000.000   | Frankrijk           |
| 1       | 17-06-2025 | 250.000.000   | Ierland             |
| 1       | 28-03-2025 | 250.000.000   | Oostenrijk          |
| 4       | 08-12-2023 | 240.000.000   | Oostenrijk          |
| 5       | 19-07-2022 | 230.000.000   | Verenigd Koninkrijk |
| 6       | 15-10-2021 | 220.000.000   | Frankrijk           |
| 7       | 10-05-2022 | 215.840.341   | Verenigd Koninkrijk |
| 8       | 25-06-2024 | 213.887.390   | Portugal            |
| 9       | 26-11-2024 | 212.448.937   | Verenigd Koninkrijk |
| 10      | 26-02-2021 | 210.000.000   | Zwitserland         |
| 11      | 11-12-2020 | 200.000.000   | Frankrijk           |

De 88 uitgekeerde jackpotten van 100.000.000 euro (of meer; chronologisch)

De 71 winnaars van 100.000.000 euro (of meer; kolom 5)
| Volgnr. | Datum      | Jackpot (R1) in euro | Winnaars | Prijs in euro | Info    | Omzet in euro (X) | Land                        |
| ------- | ---------- | -------------------- | -------- | ------------- | ------- | ----------------- | --------------------------- |
| 1       | 29-07-2005 | 115.436.126          | 1        | 115.436.126   | T10     | 162.303.630       | Ierland                     |
| 2       | 03-02-2006 | 183.573.078          | 3        | 61.191.026    | T12     | 279.007.762       | 2 X Frankrijk, Portugal     |
| 3       | 17-11-2006 | 183.109.056          | 20       | 9.652.339     | T12 UR2 | 268.587.368       | (1)                         |
| 4       | 09-02-2007 | 100.000.000          | 1        | 100.000.000   | ST      | 163.237.194       | België                      |
| 5       | 28-09-2007 | 130.000.000          | 14       | 9.839.059     | ST UR2  | 209.373.588       | (2)                         |
| 6       | 08-02-2008 | 130.000.000          | 16       | 8.662.871     | ST UR2  | 232.592.968       | (3)                         |
| 7       | 05-09-2008 | 119.349.706          | 2        | 59.674.853    | T7      | 175.789.720       | Spanje, Portugal            |
| 8       | 26-09-2008 | 130.000.000          | 15       | 9.184.505     | ST UR2  | 209.934.294       | (4)                         |
| 9       | 06-03-2009 | 100.000.000          | 2        | 50.000.000    | ST      | 185.679.932       | Frankrijk, Oostenrijk       |
| 10      | 08-05-2009 | 126.231.764          | 1        | 126.231.764   | T7      | 171.876.334       | Spanje                      |
| 11      | 18-09-2009 | 100.000.000          | 1        | 100.000.000   | ST      | 162.120.374       | Frankrijk                   |
| 12      | 06-11-2009 | 102.199.676          | 2        | 51.099.838    | T6      | 141.717.428       | 2 X Verenigd Koninkrijk     |
| 13      | 12-02-2010 | 129.618.406          | 2        | 64.809.203    | ST+     | 185.115.026       | Verenigd Koninkrijk, Spanje |
| 14      | 14-05-2010 | 100.037.101          | 1        | 100.037.101   | T6      | 132.596.232       | Verenigd Koninkrijk         |
| 15      | 08-10-2010 | 129.818.431          | 1        | 129.818.431   | ST+     | 186.365.190       | Verenigd Koninkrijk         |
| 16      | 25-03-2011 | 138.210.534          | 2        | 69.105.267    | T7      | 192.122.304       | België, Portugal            |
| 17      | 13-05-2011 | 121.019.633          | 1        | 121.019.633   | ST+     | 131.372.706       | Spanje                      |
| 18      | 12-07-2011 | 185.000.000          | 1        | 185.000.000   | T15     | 145.572.876       | Verenigd Koninkrijk         |
| 19      | 13-09-2011 | 162.256.622          | 1        | 162.256.622   | T13     | 93.067.300        | Frankrijk                   |
| 20      | 07-10-2011 | 117.705.979          | 1        | 117.705.979   | ST+     | 110.662.364       | Verenigd Koninkrijk         |
| 21      | 08-06-2012 | 158.052.844          | 2        | 79.026.422    | T12     | 144.240.302       | Verenigd Koninkrijk, België |
| 22      | 10-08-2012 | 190.000.000          | 1        | 190.000.000   | T15     | 200.925.432       | Verenigd Koninkrijk         |
| 23      | 28-09-2012 | 100.000.000          | 1        | 100.000.000   | ST      | 122.944.202       | Spanje                      |
| 24      | 13-11-2012 | 169.837.010          | 1        | 169.837.010   | T13     | 106.058.006       | Frankrijk                   |
| 25      | 21-12-2012 | 101.835.641          | 1        | 101.835.641   | T9      | 98.594.984        | Frankrijk                   |
| 26      | 29-03-2013 | 132.486.744          | 1        | 132.486.744   | ST+     | 119.103.604       | Frankrijk                   |
| 27      | 25-06-2013 | 187.937.614          | 2        | 93.968.807    | ST+     | 121.745.104       | België, Ierland             |
| 28      | 15-11-2013 | 100.000.000          | 1        | 100.000.000   | ST      | 123.289.162       | Spanje                      |
| 29      | 07-01-2014 | 130.277.772          | 2        | 65.138.886    | T11     | 88.467.698        | Frankrijk, Spanje           |
| 30      | 14-03-2014 | 129.384.564          | 1        | 129.384.564   | ST+     | 107.250.318       | Verenigd Koninkrijk         |
| 31      | 13-06-2014 | 137.313.501          | 1        | 137.313.501   | T12     | 116.792.154       | Spanje                      |
| 32      | 24-10-2014 | 190.000.000          | 1        | 190.000.000   | ST+     | 151.048.374       | Portugal                    |
| 33      | 06-03-2015 | 100.000.000          | 1        | 100.000.000   | ST      | 118.151.414       | Portugal                    |
| 34      | 12-06-2015 | 129.204.405          | 1        | 129.204.405   | ST+     | 106.651.814       | Verenigd Koninkrijk         |
| 35      | 20-11-2015 | 163.553.041          | 1        | 163.553.041   | ST+     | 118.533.382       | Portugal                    |
| 36      | 29-01-2016 | 132.376.632          | 2        | 66.188.316    | T12     | 102.073.422       | Frankrijk, Ierland          |
| 37      | 11-10-2016 | 168.085.323          | 1        | 168.085.323   | ST+     | 92.975.931        | België                      |
| 38      | 02-06-2017 | 153.873.716          | 1        | 153.873.716   | T15     | 103.044.253       | België                      |
| 39      | 30-06-2017 | 100.000.000          | 1        | 100.000.000   | ST      | 94.975.454        | Verenigd Koninkrijk         |
| 40      | 06-10-2017 | 190.000.000          | 1        | 190.000.000   | ST+     | 133.485.605       | Spanje                      |
| 41      | 19-12-2017 | 135.346.147          | 1        | 135.346.147   | T13     | 66.052.527        | Zwitserland                 |
| 42      | 23-02-2018 | 177.724.496          | 2        | 88.862.248    | T16     | 122.984.112       | Verenigd Koninkrijk, Spanje |
| 43      | 24-04-2018 | 138.724.202          | 1        | 138.724.202   | ST+     | 64.623.715        | Verenigd Koninkrijk         |
| 44      | 21-08-2018 | 107.839.228          | 1        | 107.839.228   | T11     | 58.837.636        | België                      |
| 45      | 02-10-2018 | 162.403.002          | 1        | 162.403.002   | ST+     | 77.974.296        | Zwitserland                 |
| 46      | 01-01-2019 | 129.645.665          | 1        | 129.645.665   | T13     | 68.757.117        | Verenigd Koninkrijk         |
| 47      | 19-02-2019 | 175.475.380          | 1        | 175.475.380   | ST+     | 80.377.884        | Ierland                     |
| 48      | 11-06-2019 | 138.716.863          | 1        | 138.716.863   | ST+     | 64.569.351        | Verenigd Koninkrijk         |
| 49      | 19-07-2019 | 107.683.454          | 1        | 107.683.454   | T11     | 75.299.367        | Spanje                      |
| 50      | 08-10-2019 | 190.000.000          | 1        | 190.000.000   | T23     | 135.121.967       | Verenigd Koninkrijk         |
| 51      | 19-11-2019 | 122.766.852          | 1        | 122.766.852   | T12     | 59.936.650        | Verenigd Koninkrijk         |
| 52      | 17-01-2020 | 100.779.289          | 1        | 100.779.289   | T9      | 70.745.521        | Portugal                    |
| 53      | 07-02-2020 | 130.000.000          | 1        | 130.000.000   | ST      | 99.956.753        | Spanje                      |
| 54      | 07-07-2020 | 144.542.315          | 1        | 144.542.315   | ST+     | 69.249.116        | Spanje                      |
| 55      | 01-09-2020 | 157.170.843          | 1        | 157.170.843   | T12     | 70.780.912        | Frankrijk                   |
| 56      | 25-09-2020 | 130.000.000          | 1        | 130.000.000   | ST      | 94.654.355        | Spanje                      |
| 57      | 11-12-2020 | 200.000.000          | 1        | 200.000.000   | ST+     | 127.191.345       | Frankrijk                   |
| 58      | 26-02-2021 | 210.000.000          | 1        | 210.000.000   | ST+     | 134.214.062       | Zwitserland                 |
| 59      | 02-04-2021 | 144.755.907          | 1        | 144.755.907   | T10     | 78.771.239        | Verenigd Koninkrijk         |
| 60      | 04-06-2021 | 130.000.000          | 1        | 130.000.000   | ST      | 97.141.937        | Verenigd Koninkrijk         |
| 61      | 13-08-2021 | 113.156.128          | 1        | 113.156.128   | T9      | 85.019.242        | Spanje                      |
| 62      | 15-10-2021 | 220.000.000          | 1        | 220.000.000   | ST+     | 144.627.304       | Frankrijk                   |
| 63      | 26-11-2021 | 162.289.050          | 1        | 162.289.050   | T12     | 81.895.004        | Frankrijk                   |
| 64      | 07-12-2021 | 143.469.842          | 1        | 143.469.842   | ST+     | 64.142.104        | Spanje                      |
| 65      | 04-02-2022 | 130.000.000          | 1        | 130.000.000   | ST      | 104.300.400       | Verenigd Koninkrijk         |
| 66      | 10-05-2022 | 215.840.341          | 1        | 215.840.341   | T15     | 97.207.629        | Verenigd Koninkrijk         |
| 67      | 19-07-2022 | 230.000.000          | 1        | 230.000.000   | ST+     | 98.932.994        | Verenigd Koninkrijk         |
| 68      | 02-09-2022 | 128.491.607          | 1        | 128.491.607   | T10     | 74.201.842        | Verenigd Koninkrijk         |
| 69      | 23-09-2022 | 193.007.524          | 1        | 193.007.524   | ST+     | 88.638.536        | Verenigd Koninkrijk         |
| 70      | 04-11-2022 | 160.788.895          | 1        | 160.788.895   | T12     | 87.733.654        | Frankrijk                   |
| 71      | 06-12-2022 | 142.897.164          | 1        | 142.897.164   | ST+     | 61.415.063        | België                      |
| 72      | 24-02-2023 | 102.242.065          | 1        | 102.242.065   | T7      | 68.427.123        | Frankrijk                   |
| 73      | 07-03-2023 | 144.966.361          | 1        | 144.966.361   | ST+     | 71.268.384        | België                      |
| 74      | 05-05-2023 | 159.123.225          | 3        | 53.041.075    | T12     | 84.595.953        | (5)                         |
| 75      | 02-06-2023 | 130.000.000          | 1        | 130.000.000   | ST      | 92.717.090        | Verenigd Koninkrijk         |
| 76      | 01-09-2023 | 109.268.140          | 1        | 109.268.140   | T9      | 72.076.226        | Frankrijk                   |
| 77      | 29-09-2023 | 130.000.000          | 1        | 130.000.000   | ST      | 99.467.240        | Frankrijk                   |
| 78      | 08-12-2023 | 240.000.000          | 1        | 240.000.000   | ST+     | 130.289.658       | Oostenrijk                  |
| 79      | 30-01-2024 | 144.549.616          | 2        | 72.274.808    | ST+     | 69.283.885        | Verenigd Koninkrijk, Spanje |
| 80      | 15-03-2024 | 130.000.000          | 1        | 130.000.000   | ST      | 96.665.476        | Spanje                      |
| 81      | 30-04-2024 | 166.790.050          | 1        | 166.790.050   | T13     | 70.283.026        | Frankrijk                   |
| 82      | 25-06-2024 | 213.887.390          | 1        | 213.887.390   | ST+     | 86.504.396        | Portugal                    |
| 83      | 06-09-2024 | 149.017.789          | 1        | 149.017.789   | T12     | 78.905.116        | België                      |
| 84      | 04-10-2024 | 162.256.512          | 1        | 162.256.512   | ST+     | 87.080.538        | Spanje                      |
| 85      | 26-11-2024 | 212.448.937          | 1        | 212.448.937   | T15     | 84.665.732        | Verenigd Koninkrijk         |
| 86      | 28-03-2025 | 250.000.000          | 1        | 250.000.000   | ST+     | 146.248.086       | Oostenrijk                  |
| 87      | 17-06-2025 | 250.000.000          | 1        | 250.000.000   | T21     | 105.254.351       | Ierland                     |
| 88      | 19-08-2025 | 250.000.000          | 1        | 250.000.000   | T18     | 88.396.631        | Frankrijk                   |

ST: speciale trekking.

ST+: trekking volgend op een "speciale trekking zonder winnaar in rang 1".

UR2: uitkering in rang 2; dus prijzen incl. kapitaal rang 2 (3,7% van de omzet).

Tx: x geeft de hoeveelste trekking aan in de cyclus; vb. T10 is de tiende trekking in de cyclus.

(X) Vanaf trekking 27-09-2016: vermelde omzet is deze van de Lottotrekking, exclusief omzet "bijkomende trekking" (afgerond op 1 euro).

(1) 7 X Verenigd Koninkrijk, 4 X Frankrijk, 3 X Spanje, 3 X Portugal, 2 X Ierland, België.

(2) 6 X Verenigd Koninkrijk, 5 X Spanje, 2 X Frankrijk, België.

(3) 6 X Verenigd Koninkrijk, 5 X Frankrijk, 2 X Zwitserland, België, Portugal, Oostenrijk.

(4) 4 X Verenigd Koninkrijk, 3 X Frankrijk, 3 X Portugal, 2 X Spanje, 2 X Zwitserland, België.

(5) Verenigd Koninkrijk, Frankrijk & Zwitserland

## De verschillende winstrangen
Vanaf 24 september 2016:
| Rang | Nummers | + | Sterren |
| ---- | ------- | - | ------- |
| 1    | 5       | + | 2       |
| 2    | 5       | + | 1       |
| 3    | 5       | + | 0       |
| 4    | 4       | + | 2       |
| 5    | 4       | + | 1       |
| 6    | 3       | + | 2       |
| 7    | 4       | + | 0       |
| 8    | 2       | + | 2       |
| 9    | 3       | + | 1       |
| 10   | 3       | + | 0       |
| 11   | 1       | + | 2       |
| 12   | 2       | + | 1       |
| 13   | 2       | + | 0       |

## Gemiddelde trekking
Alle berekeningen op 21-12-2024, na 1.800 trekkingen.
Globaal:

Gemiddeld worden er per trekking 30.610.055 combinaties ingediend. Er wordt een gemiddelde omzet per trekking gerealiseerd van 63.655.076 euro.

Het gemiddeld aantal winnaars per trekking bedraagt 2.077.402. Dus globaal, of gemiddeld per trekking, zijn er 6,8% winnaars.

Er werd gemiddeld 31.430.092 euro per trekking verdeeld onder de winnaars, dit is een uitkeringspercentage van 49,4%. De gemiddelde prijs per winnaar bedraagt dus 15 euro.

noot: dit is excl. de "bijkomende loterij" (zie: het spel).

Rang 1:

De gemiddelde "te winnen" jackpot per trekking is 54.012.627 euro. Het effectief "gewonnen" kapitaal per trekking bedraagt 13.757.597 euro.

Met een gemiddeld aantal winnaars per trekking van 0,2861 bedraagt de gemiddelde prijs per winnaar 48.084.805 euro.
De gemiddelde trekking in tabel:
| Rang    | Kapitaal in euro | Winnaars  | Prijs in euro |
| ------- | ---------------- | --------- | ------------- |
| 5N + 2S | 13.757.597       | 0,2861    | 48.084.805    |
| 5N + 1S | 2.038.290        | 5         | 434.552       |
| 5N + 0S | 492.685          | 9         | 53.927        |
| 4N + 2S | 251.244          | 64        | 3.917         |
| 4N + 1S | 209.250          | 1.092     | 192           |
| 3N + 2S | 202.685          | 2.814     | 72            |
| 4N + 0S | 171.434          | 2.109     | 81            |
| 2N + 2S | 803.270          | 40.404    | 20            |
| 3N + 1S | 874.522          | 47.993    | 18            |
| 3N + 0S | 1.170.347        | 92.549    | 13            |
| 1N + 2S | 2.029.791        | 211.929   | 10            |
| 2N + 1S | 5.393.110        | 687.783   | 8             |
| 2N + 0S | 5.108.693        | 1.253.989 | 4             |
| Globaal | 31.430.092       | 2.077.402 | 15            |

## Aangesloten nationale loterijen
- Nationale Loterij (België)
- La Française des Jeux (Frankrijk)
- Premier Lotteries Ireland (Ierland)
- Allwin - National Lottery (Verenigd Koninkrijk)
- Oesterreichische Lotterien (Oostenrijk)
- Loterie Romande en Swisslos (Zwitserland)
- Loterie Nationale Luxembourg (Luxemburg)
- Loterías y Apuestas del Estado (Spanje)
- Santa Casa da Misericordia de Lisboa (Portugal)